# Sven Boy
Sven Boy (* 2. Oktober 1976 in Helmstedt) ist ein ehemaliger deutscher Fußballspieler und jetziger Fußballtrainer.

## Biographie

### Spieler
Seine Spielerkarriere begann der Innenverteidiger in der Jugend des FC Schöningen 08, schloss dann jedoch zur 2. Mannschaft des VfL Wolfsburg auf. Im Sommer 1995 wechselte er ablösefrei zu Eintracht Braunschweig. Drei Jahre später wechselte er ebenfalls ablösefrei für ein Jahr zu Arminia Bielefeld, wo er in 18 Zweitligapartien ein Tor erzielen konnte. Trotz des Aufstiegs in die Bundesliga, wechselte er im Sommer 1999 zum damals ebenfalls in der 2. Bundesliga spielenden VfL Bochum ablösefrei. Nach einem Jahr, das der VfL als Tabellenzweiter beendete, und damit ebenfalls aufstieg, und sieben für ihn torlosen Berufungen in die erste Elf bezahlte die SpVgg Greuther Fürth 150.000 Euro, um sich die Dienste des Defensivspielers zu sichern. In Fürth war er drei Jahre lang Stammspieler und kam auf insgesamt 68 Zweitligaeinsätze.
Boys nächste Vereinsstation war Ligakonkurrent VfB Lübeck. Er kam in der Saison 2003/04 auf 24 Einsätze, stieg allerdings am Saisonende mit dem Klub aus der 2. Bundesliga ab. Daraufhin wechselte er zum Lokalrivalen Holstein Kiel in die Regionalliga Nord, wo er in 49 Spielen auf vier Treffer kam. Jedoch reichte dies nicht, um Holstein vor dem Abstieg in die Oberliga zu retten. Dort hat Boy, der André Breitenreiter als Kapitän beerbte, bis zum Ende der Hinrunde nur neun Spiele absolviert, da er auf Grund eines Innenbandabrisses, den er sich beim Spiel gegen den SV Wilhelmshaven zugezogen hatte, acht Wochen ausfiel. Boy verließ die Kieler zum Saisonende 2010 und beendete seine aktive Spielerlaufbahn.

### Trainer
Sven Boy war von 2015 bis 2017 Co-Trainer beim VfR Neumünster und wurde im Sommer 2017 zum Cheftrainer befördert. Im Januar 2018 wurde Boy dort freigestellt. Im Oktober 2019 übernahm Sven Boy den PSV Union Neumünster aus der Oberliga Schleswig-Holstein, den er bis Juni 2022 trainierte. Anschließend nahm er den Co-Trainerposten der U-23-Mannschaft von Holstein Kiel an.